# Памятник протопопу Аввакуму
Памятник протопопу Авва́куму — памятник священномученику Аввакуму Петрову в Боровске, автором является Олег Молчанов. Открыт 22 октября (9 октября по юлианскому календарю) 2020 года в честь 400-летия со дня рождения Авва́кума Петро́ва. Установку памятника профинансировал меценат Сергей Сергеевич Кондрашов.

## Местоположение
Первоначально памятник планировали установить в Москве рядом с духовным училищем старообрядцев. Однако памятник перенесли в Боровск — один из старинных центров старообрядчества. Расположен в центре парка возле собора Покрова Пресвятой Богородицы на улице Коммунистической в Боровске. В Боровске Аввакум был дважды в ссылке.

## Церемония открытия
Открытие памятника посетила делегация Русской Православной Старообрядческой Церкви во главе с митрополитом Московским и всея Руси Корнилием. Владыку Корнилия сопровождали преосвященный епископ Казанско-Вятский Евфимий, преосвященный епископ Томско-Енисейский Григорий, преподаватели и студенты МСДУ, а также старообрядцы из общин Москвы, Подмосковья и др.
Открытию памятника предшествовал молебен священномученику и исповеднику Авва́куму в боровском храме во имя Введения Пресвятой Богородицы, молебен возглавил митрополит Корнилий.
По окончании молебна гости направились к месту установки памятника (ул. Коммунистическая, 63). В мероприятии приняли участие губернатор Калужской области Владислав Валерьевич Шапша, главный советник Департамента по взаимодействию с религиозными объединениями Управления по внутренней политике Администрации Президента РФ Александр Александрович Терентьев, ВРИО главы администрации муниципального образования муниципального района «Боровский район» Николай Александрович Калиничев, заместитель губернатора Калужской области руководитель Представительства Правительства Калужской области при Правительстве РФ Потемкин Владимир Васильевич, а также меценат Кондрашов Сергей Сергеевич, подаривший памятник городу и заслуженный художник России, скульптор Молчанов Олег Иванович.

## Технические особенности памятника

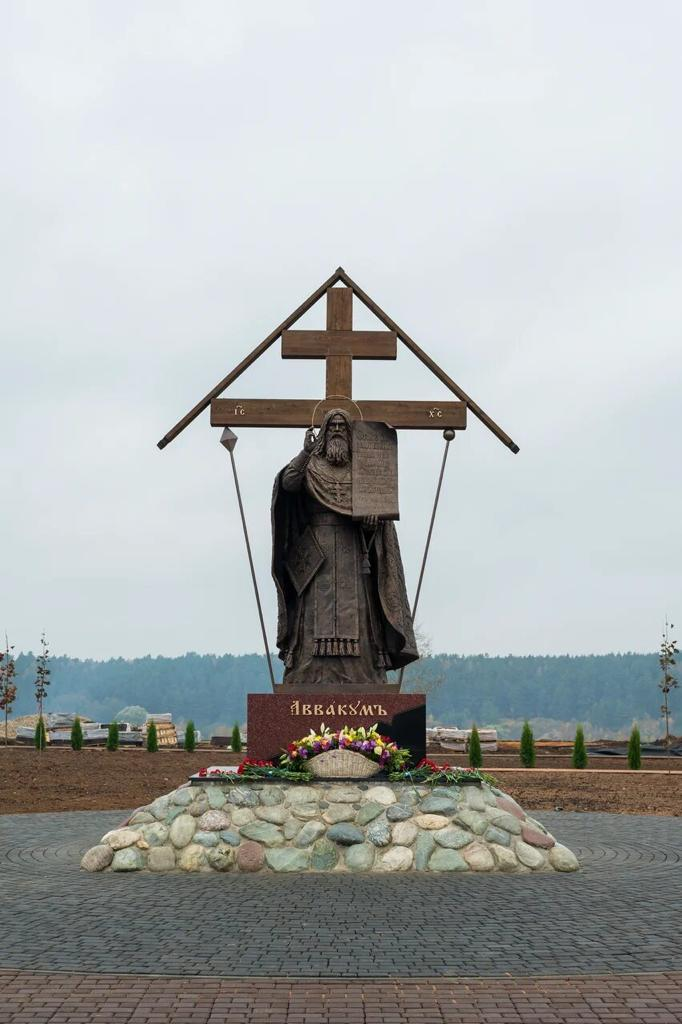
Памятник в Боровске

Памятник выполнен из классической бронзы. Позади него — пятиметровый Голгофский Крест. Крест выполнен из лиственницы.
Постамент сделан из красного и чёрного гранита с линией разграничения, означающей Раскол русской церкви в 17-м веке, красный цвет несет символику о заживо сожжёном.
Аввакум изображён в протопопском облачении во время службы в Казанском храме на Красной площади. Правой десницей благословляет древним двуперстным перстосложением. В левой деснице свиток с речением Авва́кума «Стойте Господа ради в вере твёрдо и не предавайте благоверие отец наших о Христе Исусе Господе нашем, ему же слава во веки. Аминь»
Голгофское возвышение постамента высотой 1 метр облицовано природным камнем, в память о Христовой Голгофе и Христоподражании мученика и исповедника протопопа Авва́кума Петро́ва в готовность принять мученическую кончину за веру.
- Высота памятника 3,7 м
- Вес памятника 1800 кг
- Вес Креста 750 кг
- Расположен на оси Покровского Собора.